# Holodentata caeca
Holodentata caeca là một loài chân đều trong họ Paramunnidae. Loài này được Doti, Choudhury & Brandt miêu tả khoa học năm 2009.